# Список нагород і почесних звань Сталіна

Проект погону Генералісимуса Радянського Союзу

Список нагород і почесних звань Сталіна — список нагород, яких був удостоєний Йосип Віссаріонович Сталін — Генералісимус Радянського Союзу, генеральний секретар ЦК ВКП(б).

## Радянські нагороди
- Медаль «Золота Зірка» Героя Радянського Союзу (26.06.1945)
- Медаль «Серп і Молот» Героя Соціалістичної Праці (20.12.1939)
- Два Ордена «Перемога» (29.07.1944, 26.06.1945)
- Три Ордена Леніна (20.12.1939, 26.06.1945, 20.12.1949)
- Три Ордени Червоного Прапора (27.11.1919, 13.2.1930, 3.11.1944)
- Орден Суворова I ступеня
- Медаль «XX років Робітничо-Селянської Червоної Армії»
- Медаль «За оборону Москви»
- Медаль «За перемогу над Німеччиною у Великій Вітчизняній війні 1941—1945 рр..»
- Медаль «За Перемогу над Японією»
- Медаль «В пам'ять 800-річчя Москви»

## Нагорода Бухарської Народної Радянської Республіки
- Орден Червоної Зірки I ступеня (18.8.1922)

## Нагорода Тувінської Аратської Республіки
- Орден Республіки (1943)

## Нагороди Чехословаччини
- Орден Білого Лева I ступеня (1945)
- Орден Білого Лева «За перемогу» I ступеня (1945)
- Два Військових Хреста (1943, 1945)

## Нагороди Монгольської Народної Республіки
- Медаль «Золота Зірка» Героя МНР
- Два Ордени «Сухе-Батора» (1945, 1949)
- Медаль «За перемогу над Японією» (1945)
- Медаль «25 років Монгольській Народній Революції» (1946)

## Почесні звання
- Почесний червоноармієць 1-ї Кінної армії (Перша Кінна армія припинила існування у 1923-му році)
- Почесний ректор Комуністичного університету трудящих Сходу ім. Й. В. Сталіна (у 1938-му році припинив своє існування)
- Почесний член АН СРСР (1939)
- Почесний член ВАСГНІЛ (1939) (У 1992 році ВАСГНІЛ припинив існування)
- Почесний громадянин Будапешта (7.11.1947) (29 квітня 2004 року був позбавлений звання)
- Почесний громадянин Чеське Будейовіце (15 травня 2017 року був позбавлений звання)
- Почесний громадянин Щецина
- Почесний громадянин Вроцлава
- Почесний громадянин Кошиць (1947) (У 2007-му році позбавлений звання)
- Почесний депутат Міської ради Донецька (9.3.1924) (Був обраний на засіданні Міської Ради робітничих і селянських депутатів міста Юзівка)
- Почесний забійник Донецька (9.3.1924) (Був обраний на засіданні Міської Ради робітничих і селянських депутатів міста Юзівка)
- Почесний курсант Чирчикського вищого танкового командно-інженерного училища (1925)
- Почесний громадянин міста Варна (1949) (Звання залишається у силі)